# جيوفاني مانتوفاني
جيوفاني مانتوفاني (بالإيطالية: Giovanni Mantovani)‏ مواليد 5 فبراير 1955 في إيطاليا، هو دراج إيطالي سابق.

## سجل النتائج

### سباقات أو مراحل فاز بها
- طواف إيطاليا

## الميداليات
| الميدالية | المسابقة                               |
| --------- | -------------------------------------- |
| فضية      | بطولة العالم للدراجات على المضمار 1980 |

## روابط خارجية
- جيوفاني مانتوفاني على موقع أرشيف الدراجات (الإنجليزية)
- جيوفاني مانتوفاني على موقع إحصائيات الدراجات الإحترافية (الإنجليزية)
- جيوفاني مانتوفاني على موقع CycleBase (الإنجليزية)